# Xi’an MA700
Die Xi’an MA700 (chinesisch 新舟700) ist ein zweimotoriges Turboprop-Verkehrsflugzeug des chinesischen Herstellers Xi’an Aircraft Industrial Corporation für bis zu 85 Passagiere, das sich derzeit in der Entwicklung befindet.

## Geschichte
Die Entwicklung der Xi’an MA700 startete mit Unterstützung von Antonow 2013 und sollte bis 2019 dauern, verzögerte sich jedoch mehrere Male.
Die Xi’an Aircraft Industrial Corporation wurde von der Trump-Administration im Dezember 2020 sanktioniert. Als Antrieb waren ursprünglich zwei Pratt&Whitney Canada PW150C vorgesehen. Die kanadische Regierung hat jedoch nach den ersten vier Triebwerken die Ausfuhr weiterer Exemplare blockiert, nachdem zwei kanadische Bürger im Jahr 2018 aufgrund dubioser Vorwürfe in China festgesetzt worden waren; außerdem vermutete die kanadische Regierung die Nutzung der Triebwerke für militärische Zwecke.
Kurzfristig hat China keine eigene Lösung als Triebwerk zur Hand und auch das russische Klimow TW7-117 wird nach dem Absturz des Iljuschin Il-112 Prototyps erst einmal überarbeitet.

## Konstruktion
Im Gegensatz zu der etwas kleineren Xi’an MA60 soll das Höhenleitwerk als T-Leitwerk ausgeführt und das Fahrwerk in Rumpf eingezogen werden, dafür soll das gleiche Cockpit und die etwas verlängerte Rumpfkonstruktion der Xi’an MA60 übernommen werden. Im Cockpit soll die erste Fly-by-Wire-Steuerung in einem chinesischen Turboprop-Flugzeug eingesetzt werden.

## Nutzer
Mit Stand August 2015 gab es 185 Bestellungen mit der chinesischen Joy Air als voraussichtlich Erstkunde des Flugzeugs und weiteren zehn Fluggesellschaften und Leasingfirmen, die aktuell eine Bestellung getätigt haben. Joy Air sollte ihr erstes Flugzeug 2021 erhalten.

## Technische Daten
Die Kenngrößen entsprechen der Standardausführung, es soll aber noch eine kleinere Variante für 50 Plätze und eine größere für 90 Plätze geben.
| Kenngröße             | Daten                                                  |
| --------------------- | ------------------------------------------------------ |
| Passagiere            | 78 bis 85                                              |
| Länge                 | 30,5 m                                                 |
| Spannweite            | 27,9 m                                                 |
| Höchstgeschwindigkeit | 637 km/h                                               |
| Dienstgipfelhöhe      | 7600 m                                                 |
| max. Reichweite       | 1700 km                                                |
| Triebwerke            | 2 × Pratt&Whitney Canada PW150C (ursprünglich geplant) |